# Edades del Sol
Las Edades del Sol se refieren a los períodos históricos de la Tierra Media en los cuales el tiempo es medido a partir de los ciclos solares: días y años.
Precedida por: Edades de los Árboles
Las Edades del Sol comienzan después de la muerte de los Dos Árboles, la huida de los Noldor y el levantamiento de Ithil (la Luna) y Anar (el Sol) como astros más importantes del cielo.
En el momento en que sale la Luna por primera vez, los Noldor terminan su travesía por el Helcaraxë y desafían el poder de Morgoth.
En el momento en el que el Sol nace por primera vez (luego de siete veces que la Luna ya lo venía haciendo), se dice que nace la raza de los hombres al oriente de la Tierra Media.
Este período se divide en Edades, las cuales están marcadas normalmente por grandes batallas:
- La Primera Edad del Sol, también llamada Los Días Antiguos, comienza con el levantamiento de la Luna y el Sol, y termina con la Guerra de la Cólera y el hundimiento de Beleriand. Duró 590 años.
- La Segunda Edad del Sol, también llamada Los Años Oscuros, comienza con el hundimiento de Beleriand y termina con el final de la batalla de la Última Alianza en la que Sauron es vencido al cortársele el dedo en el que portaba el Anillo Único. Abarca 3441 años.
- La Tercera Edad del Sol, también llamada Edad de los Anillos de Poder, comienza con Sauron vencido y termina con los acontecimientos que ponen fin a la Guerra del Anillo, en la que Frodo Bolsón destruye el Anillo Único, los hombres toman posesión de la Tierra Media y los elfos disminuyen. En sí, la Tercera Edad termina con Elrond, Galadriel, Gandalf, Frodo y Bilbo embarcándose hacia Tol Eressëa. Abarca 3021 años.
- La Cuarta Edad del Sol comienza cuando se embarcan Elrond y los demás hacia Valinor. No está constatado cuándo termina. Duración indeterminada.

Ya que J. R. R. Tolkien mismo ha identificado a la Tierra Media con nuestro planeta en un pasado ficticio, se puede decir que la época actual pertenece también a las Edades del Sol, aunque en una edad mucho más avanzada que las narradas en sus historias.
- Datos: Q2756417